# Меланотрансферрин
Меланотрансферрин (англ. Melanotransferrin; MFI2, CD228) — белок суперсемейства трансферринов, продукт гена человека MFI2. Во взрослом организме человека обнаруживается в первую очередь в клетках меланомы.

## Структура
Меланотрансферрин состоит из 738 аминокислот, молекулярная масса 80,2 кДа. Содержит два трансферрин-подобных домена, 6 внутримолекулярных дисульфидных связей и 3 участка гликозилирования. Альтернативный сплайсинг приводит к образованию двух изоформ, первая из которых считается канонической и состоит из 738 аминокислот, а вторая включает лишь первые 302 аминокислоты и имеет молекулярную массу 32,7 кДа. Цистеин-709 модифицирован и содержит гликозилфосфатидилинозитол, заякоривающий белок на клеточной мембране.

## Функции
Играет роль в захвате клеткой железа. После связывания лиганда белок интернализуется, а затем возвращается на клеточную мембрану. Связывает один атом железа на субъединицу. Способен также к связыванию цинка.

## Тканевая специфичность
Белок экспрессирован в основном на клетках меланомы и в некоторых фетальных тканях. Обнаружен также в печени, эпителии, пуповине, плаценте и в протоках потовых желёз.